# Докудово 2
Докудово 2 (бел. Дакудава 2) — деревня в Третьяковском сельсовете Лидского района Гродненской области Беларуси. До 2013 года центр Докудовского сельсовета. Население 283 человека (2009).

## География
Деревня расположена в 8 км к северу от города Берёзовка и в 17 км к юго-востоку от города Лида. Деревня соединена с окрестными населёнными пунктами местными дорогами. По южной окраине деревни протекает река Неман. Примыкающая соседняя деревня Докудово 1 (население 153 человека по данным на 2009 год) имеет общую с Докудовым 2 историю, и часто рассматривается как единая деревня Докудово.

## История
Первое письменное упоминание о Докудове относится к 1392 году, когда князь Корибут Ольгердович потребовал у великого князя Витовта вернуть ему Лиду. Около поселения произошло сражение между их войсками, закончившееся победой Витовта. Виленская хроника отзывается об этом событии так:
Князь Корбут Олгирдович начя в непослушонстве быти у великого князя Витовта. B начат збирати вои свои, и поиде противу. Князь же великий Витовт посла вои свои Василя Беренковича и Кгнивила противу ему, и ступишася вои на место на Недокудовь, и побежени быша вои князя Корбута, и почата бити, и побито их много. Сам же князь.. Корбут бежи в Новьгородок и ополчися, ту же бе и княгини его и дети. Князь же великий Витовт сбра вои и сам пойде к Новогродку и Новогродок озма и князя Корбута и княгиню его и дети е княцтво посла
В 1436 Докудово упоминается как деревня, владение Кучуков. В начале XVI века поместьем владел Пётр Олехнович, приближенный великого князя Сигизмунда, затем поместье перешло к роду Кишков. Около 1513 года по завещанию Барбары из рода Кишков имение Докудово получил её муж, гродненский староста Юрий Радзивилл «Геркулес». Около 1533 года он построил в Докудове костёл. Его сын Николай перешёл в кальвинизм и основал в Докудове кальвинистскую общину, существовавшую до XVIII века. Внук последнего Ежи Радзивилл построил в Докудове грекокатолическую (униатскую церковь). В 1669 году поселение получило статус местечка. После Великой Северной войны начала XVIII века Докудово пришло в упадок, в 1763 году здесь было всего 37 дворов и единственная униатская церковь, прочие религиозные строения к этому времени были разрушены.
В результате третьего раздела Речи Посполитой (1795) Докудово оказалось в составе Российской империи, где стала волостным центром Лидского уезда. В XIX веке имение принадлежало сначала Радзивиллам, потом после смерти Стефании Радзивилл, вместе с огромными владениями на территории современных Литвы и Белоруссии, перешло к её мужу Л. П. Витгенштейну. После ликвидации униатских приходов в 30-х годах XIX века церковь в Докудове была передана православным. В 1865—1867 годах была построена новая, сохранившаяся до нашего времени православная церковь Рождества Богородицы. В начале XX века в Докудове жил 871 житель, функционировали волостная управа, церковно-приходская школа, народное училище. В Первую мировую войну в 1915 году городок занимали немецкие войска, в 1919—1920 годах большевики и польское войско.
Согласно Рижскому мирному договору (1921) Докудово оказалось в составе межвоенной Польской Республики, где вошла в состав Лидского повета Новогрудского воеводства.
В 1939 году Докудово вошло в БССР.

## Инфраструктура
Дошкольное учреждение, клуб, библиотека, почта

## Достопримечательности
- Памятник археологии: 2 поселения VI—VIII і XI—XII вв.
- Православная церковь Рождества Богородицы (1865 - 1867 гг.)
- Геодезическая Дуга Струве: пункт "Докудово" (0,2 км от деревни)

## Известные уроженцы
- Нарбут, Казимир (1738—1807) — польский мыслитель, просветитель, гуманист, поэт, писатель, переводчик. Представитель эклектичного направления в философии эпохи Просвещения в Белоруссии и Литве.